# شث دابق
دودونيا أو شث دابق أو دودونيا فيسكوزا ، (الاسم العلمي:Dodonaea viscosa) هو نوع من النباتات يتبع جنس الشث من الفصيلة الصابونية. تم وصف هذا النوع من النبات علمياً لأول مرة من قبل كارولوس لينيوس سنة 1753 تحت اسم البتيليا الدبقة Ptelea viscosa ثم وضعه نيكولاس جوزيف فون جاكوين تحت الاسم الحالي سنة 1767.